# José Torres
José "Chegui" Torres, född 3 maj 1936 i Ponce, Puerto Rico, död 19 januari 2009 i Ponce, Puerto Rico, var en amerikansk (puertoricansk) proffsboxare, världsmästare i lätt tungvikt 1965–1966.
Torres tog OS-silver som amatör i Melbourne 1956 medan han gjorde militärtjänst i USA:s armé och efter fullgjord tjänstgöring debuterade han som professionell 1958. Efter att ha vunnit sina första 13 matcher fick han 1959 nöja sig med oavgjort mot den nye kubanske stjärnan Benny Paret. Efter den matchen följde ytterligare en sekvens med 13 vunna matcher innan det 1963 var dags för den första förlusten i karriären när Torres blev utslagen i 5:e ronden av argentinaren Florentino Fernandez, i den enda matchen som Torres förlorat på KO.
Efter förlusten mot Fernandez radade Torres åter upp en ny segerrad på åtta matcher, bland annat genom att knocka Carl "Bobo" Olson och ansågs därefter mogen för en titelmatch. I sin första match 1965 mötte Torres regerande mästaren Willie Pastrano och vann på TKO då ringdomaren bedömde att Pastrano var oförmögen att fortsätta matchen efter rond 9.
Torres försvarade framgångsrikt sin titel tre gånger under 1966 men 16 december det året blev han i sitt fjärde titelförsvar utklassad på poäng av nigerianen Dick Tiger. Torres fick en returmatch mot Tiger 1967 i New York och förlorade igen, den gången med knapp marginal (alla tre domarna hade ronderna 8-7 till Tiger). Många i publiken ansåg att Torres blev bortdömd och det krävdes en kraftfull polisinsats för att lugna Torres-supporters som löpte amok på gatorna utanför matcharenan.
Torres gick efter förlusterna mot Tiger endast två matcher till och slutade boxas 1969. Han började därefter en karriär som lokalpolitiker i New York men fortsatte också arbeta inom boxningen och var bland annat ordförande för WBO (World Boxing Organization) 1990–1995. Torres var också under många år kolumnist i den spanskspråkiga New York-tidningen El Diario La Prensa och skrev boken Sting Like a Bee om Muhammad Ali.
Torres slutliga matchstatistik blev 43 segrar (29 på KO), 3 förluster, 1 oavgjord.